# Етра (мати Тесея)
Етра або Аїтра (дав.-гр: Αἴθρα, вимовляється [ǎi̯tʰra], «світле небо») — у грецькій міфології троянська принцеса і дочка царя Пітфея.

## Сім'я
Етра була матір'ю Тесея (його батьком був афінський цар Егей, або, за деякими версіями, Посейдон) і Клімени (за Гіппальком). Етру також називали Пітфеїдою на честь її батька Пітфея.

## Міфологія

### Раннє життя
Беллерофонт прибув у Трозен, щоб просити руки дівчини у батька Етри, Піттея, але героя вигнали з Коринфа ще до того, як відбулося весілля.

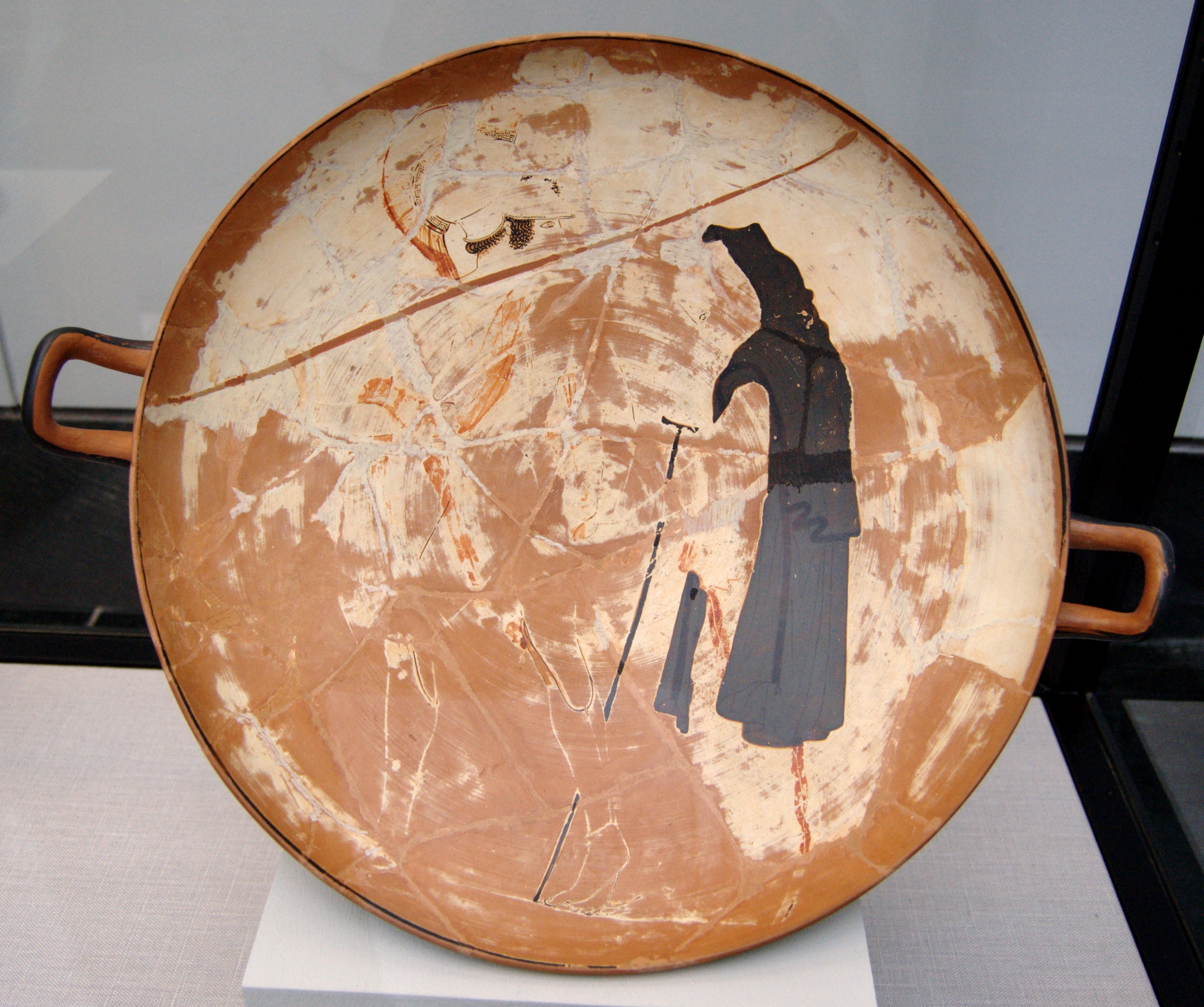
Демофонт (?) звільняє Етру, аттичний білоземний кілікс, 470—460 рр. до н. е., Державне античне зібрання.

Цар Егей, не маючи дітей від попередніх шлюбів, відправився в Трозен, місто на південний захід від Афін, яке мало своїх покровителів Афіну та Посейдона. Тут Пітфей напоїв Егея нерозбавленим вином і змусив його лягти з донькою. Під впливом сновидіння, надісланого Афіною, вона залишила сплячого Егея і вирушила на острів Сфайрія, що лежав неподалік від берега Трозена. Там вона вилила лібацію Сфаїру, візникові Пелопа, і вночі зляглася Посейдоном. Таким чином, Етра завагітніла як від Егея, так і від Посейдона. За Плутархом, її батько поширив цю звістку лише про те, що Тесея можна вважати сином Посейдона, якого дуже шанували в Трезені.
Етра згодом присвятила на острові Сфайрія храм Афіні Апатурі (Обманщиці), а сам острів замість Сфайрії назвала Гієрою, а також запровадила серед троянських дівчат звичай присвячувати свої пояси Афіні Апатурі в день свого одруження. Пізніше, коли Етра була вже вагітна, Егей вирішив повернутися до Афін. Перед від'їздом він сховав свої сандалі, щит і меч під величезним каменем, що слугував примітивним вівтарем могутньому Зевсу, і сказав їй, що коли їхній син підросте, він повинен відсунути камінь і повернути свою зброю назад. Етра зробила так, як їй було сказано, і Тесей, знайшовши зброю, що належала йому як спадкоємцеві, став великим героєм, вбивши Мінотавра.

### Пізніші пригоди
Пізніше, коли Тесей викрав Єлену, він віддав її Етрі на збереження. Брати Єлени, Діоскури, забрали Єлену назад і в знак помсти викрали Етру до Лакедемона. Там вона стала рабинею Єлени і разом з нею вирушила до Трої. Там вона залишалася, поки її не знайшов її онук Акамант. Під час взяття Трої вона прибула до табору греків, де її впізнали онуки, і Демофонт, один із них, попросив Агамемнона забезпечити її звільнення. Тому Агамемнон послав гінця до Єлени з проханням віддати Етру. Це було дозволено, і Етра знову стала вільною. За словами Гігіна, згодом вона покінчила з життям від горя через смерть своїх синів. Історія її рабства в Єлени була зображена на знаменитій скрині Кіпсела і на картині Полігнота в Леше з Дельф.

## Галерея

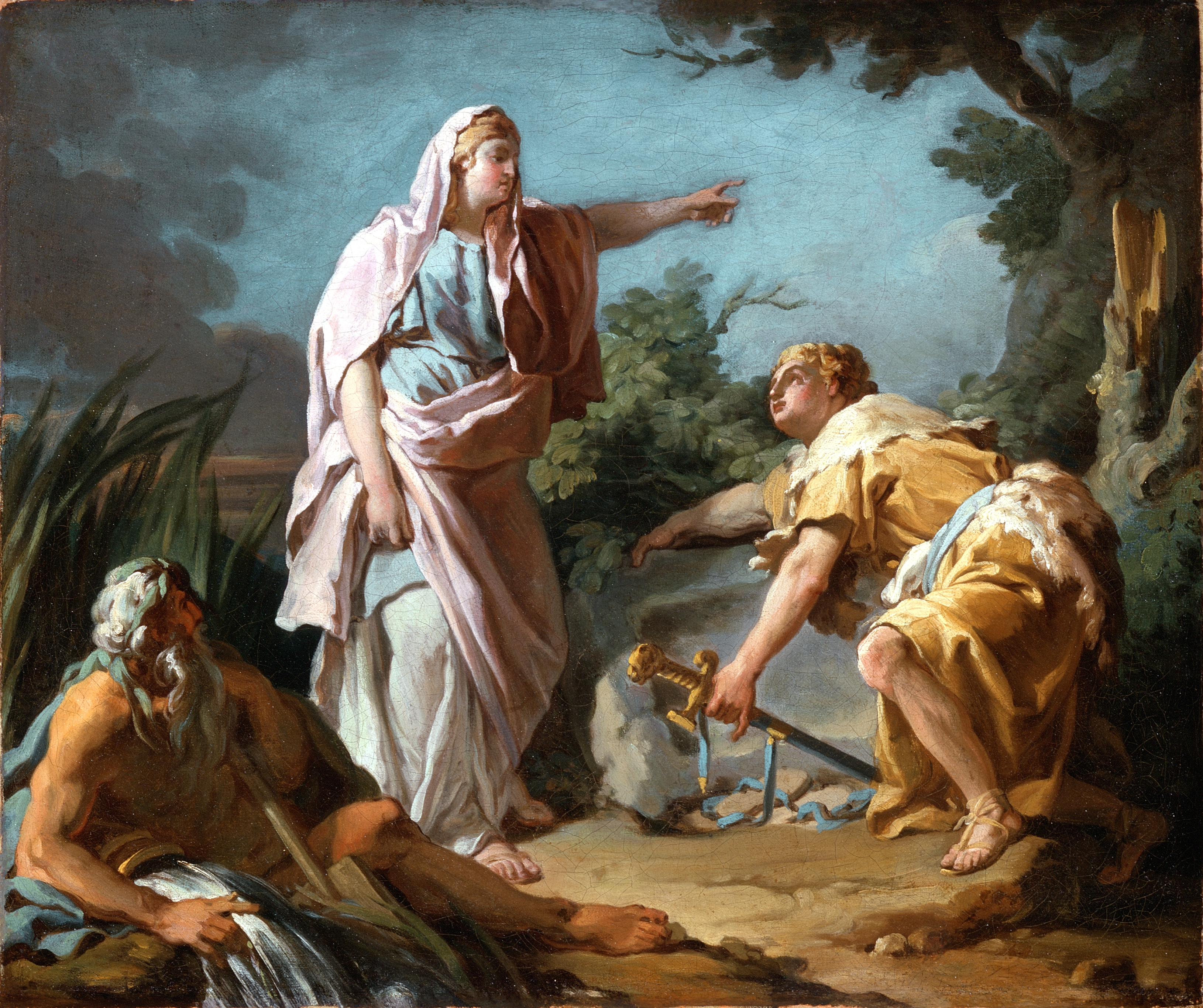
«Етра показує своєму синові Тесею місце, де його батько сховав зброю», Ніколя-Гі Брене (1768)
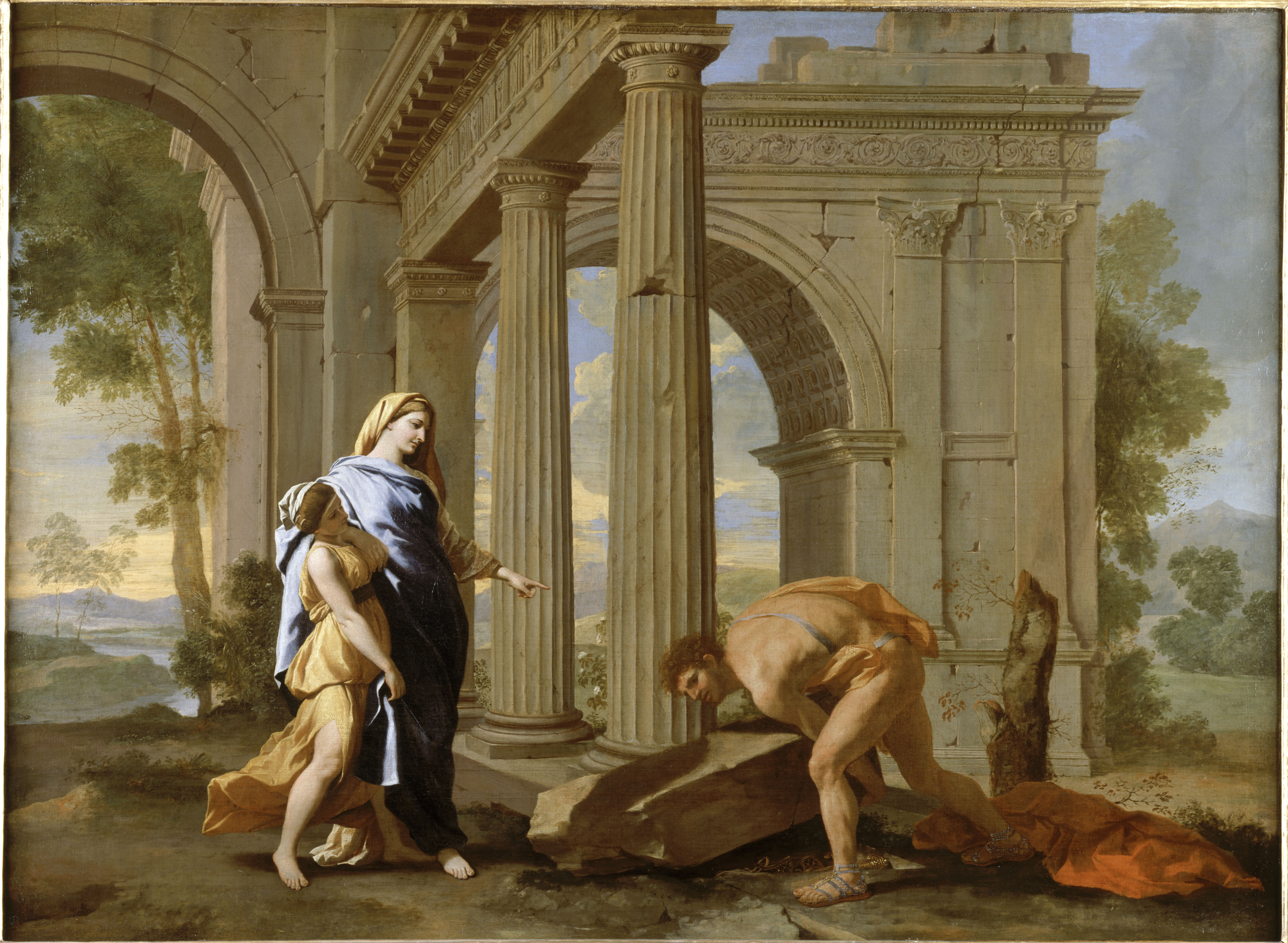
«Тесей знаходить меч свого батька» Ніколя Пуссена та Жана Лемера (близько 1638)
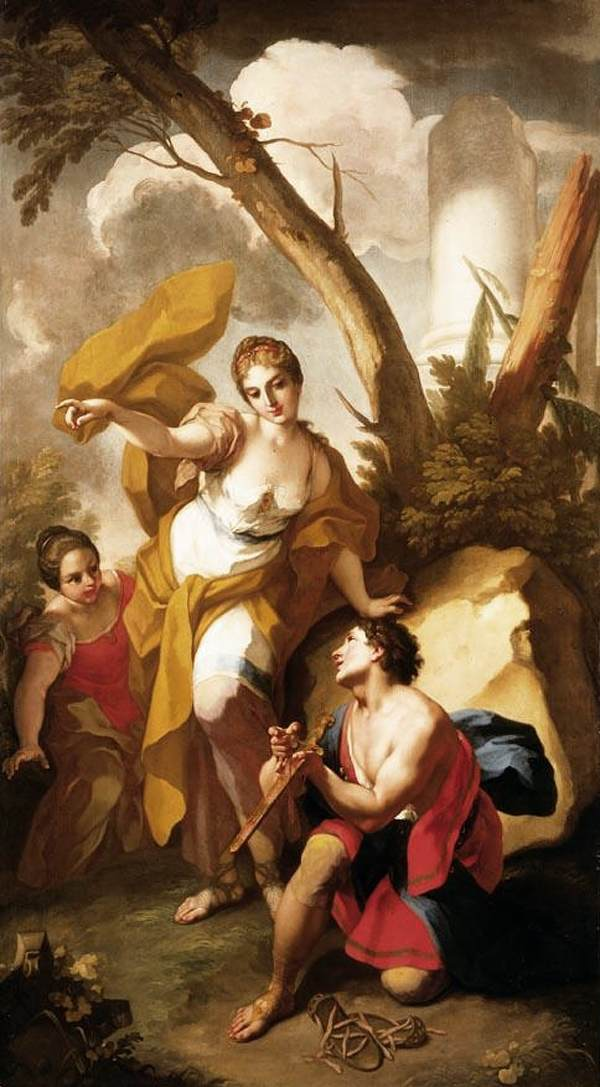
Антоніо Балестра «Тесей знаходить меч свого батька» (1-ша половина XVIII ст.)

## У масовій культурі
Персонаж Етри (під іменем «Айтра») із значними змінами з'являється в опері  Ріхарда Штрауса «Die ägyptische Helena» («Єгипетська Єлена»), де вона постає чарівницею і наложницею Посейдона.